# Gentianella wislizenii
Gentianella wislizenii är en gentianaväxtart som först beskrevs av Georg George Engelmann, och fick sitt nu gällande namn av John Montague Gillett. Gentianella wislizenii ingår i släktet gentianellor, och familjen gentianaväxter. Inga underarter finns listade i Catalogue of Life.